# 真山村
真山村（まやまむら）は、昭和29年（1954年）まで宮城県玉造郡の東南部にあった村。現在の大崎市岩出山のうち上真山・下真山・磯田・葛岡を冠する各字にあたる。

## 沿革
- 明治8年（1875年）10月17日 - 水沢県による村落統合にともない、上真山村と葛岡村が合併して上山里村が、下真山村と磯田村が合併して下山里村が、それぞれ成立。
- 明治22年（1889年）4月1日 - 町村制施行にともない、上山里村と下山里村が合併して真山村が発足。
- 昭和29年（1954年）4月1日 - 岩出山町・西大崎村・一栗村と合併し、新制の岩出山町となる。

## 行政
- 歴代村長

| 代 | 氏名         | 就任                       | 退任                       | 備考 |
| -- | ------------ | -------------------------- | -------------------------- | ---- |
| 1  | 佐藤良太夫   | 明治22年（1889年）4月23日  | 明治30年（1897年）4月24日  |      |
| 2  | 大場常六     | 明治30年（1897年）4月25日  | 明治30年（1897年）9月19日  |      |
| 3  | 武藤孫一郎   | 明治30年（1897年）11月22日 | 明治38年（1905年）11月7日  |      |
| 4  | 大場市右衛門 | 明治38年（1905年）11月15日 | 明治44年（1911年）5月20日  |      |
| 5  | 大場豊治     | 明治44年（1911年）7月17日  | 大正10年（1921年）5月31日  |      |
| 6  | 氏家武一郎   | 大正10年（1921年）7月16日  | 大正14年（1925年）7月15日  |      |
| 7  | 大場市右衛門 | 大正14年（1925年）9月15日  | 昭和2年（1927年）10月21日  | 再任 |
| 8  | 佐藤清       | 昭和2年（1927年）10月26日  | 昭和10年（1935年）1月26日  |      |
| 9  | 高橋長蔵     | 昭和10年（1935年）2月14日  | 昭和16年（1941年）11月10日 |      |
| 10 | 泉慶治郎     | 昭和16年（1941年）12月22日 | 昭和17年（1942年）4月16日  |      |
| 11 | 高橋栄太郎   | 昭和17年（1942年）6月2日   | 昭和18年（1943年）8月9日   |      |
| 12 | 泉慶治郎     | 昭和18年（1943年）8月10日  | 昭和21年（1946年）12月3日  | 再任 |
| 13 | 佐藤栄夫     | 昭和22年（1947年）4月7日   | 昭和29年（1954年）3月31日  |      |

## 教育
- 真山村立真山小学校
- 真山村立真山中学校